# Tobias Forge
 (septembre 2024).
Si vous disposez d'ouvrages ou d'articles de référence ou si vous connaissez des sites web de qualité traitant du thème abordé ici, merci de compléter l'article en donnant les références utiles à sa vérifiabilité et en les liant à la section « Notes et références ».
Pour les articles homonymes, voir Forge.
Tobias Forge, né le 3 mars 1981 à Linköping, est un chanteur, musicien et auteur-compositeur suédois. 
Il est le chanteur et chef de file du groupe de heavy metal Ghost, performant en live sous les noms de Papa Emeritus et de Cardinal Copia. Son identité a été confirmée en 2017, à la suite d'un procès intenté par d'anciens membres du groupe. Avant de trouver le succès avec Ghost, Forge a fait partie de plusieurs autres groupes sous le nom de Mary Goore, notamment Repugnant et Crashdïet.

## Biographie

### Repugnant et Crashdïet
Forge a été membre du groupe Superior sous le nom de scène de Leviathan en 1996. Il a également fait partie du groupe de death metal Repugnant sous le nom de scène Mary Goore. Les membres de Repugnant ont enregistré leur seul album studio, Epitome of Darkness en 2002, mais cet album est resté inédit lorsque le groupe s'est séparé en 2004 et a seulement été publié en 2006. Entre 2000 et 2002, Forge était aussi le guitariste du groupe de Glam metal Crashdïet, toujours sous le nom de Mary Goore. À un certain moment, il a également joué de la guitare au sein du groupe punk rock Onkel Kånkel.
Les membres originels de Repugnant se sont réunis pour le festival Hell's Pleasure en 2010.

### Subvision et Magna Carta Cartel
De 2002 à 2008, Forge était le chanteur et guitariste du groupe de pop rock Subvision. Le groupe comprenait également de futurs membres de Ghost tels Martin Persner et Gustaf Lindström, respectivement à la guitare et à la basse. Avant le démantèlement du groupe, ils ont sorti deux EPs et un album en 2006, So Far So Noir.
De 2006 à 2010, Forge, Persner et Simon Söderberg, un autre futur membre de Ghost, étaient également membres du groupe de rock alternatif Magna Carta Cartel (ou MCC). Il jouait de la guitare et de la basse avec Persner et Söderberg. Le groupe s'est mis en pause lorsque les trois ont commencé à se concentrer sur Ghost. Après son départ de Ghost en juillet 2016, Persner reforma Magna Carta Cartel.

### Ghost

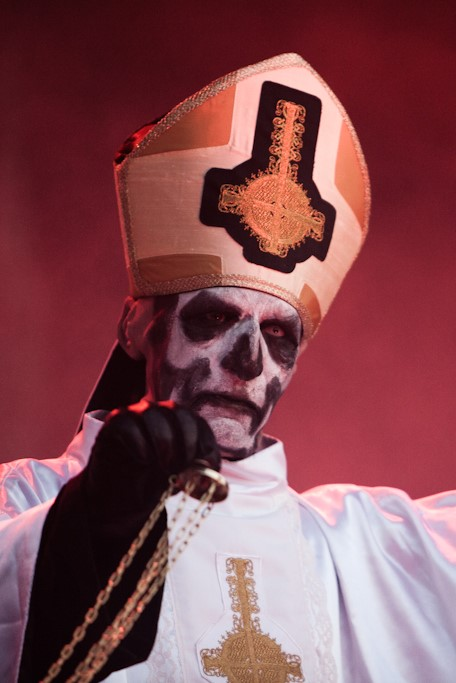
Forge dans son costume de Papa Emeritus en 2012.

Depuis 2006, Forge est le principal auteur-compositeur et leader du groupe de heavy metal Ghost, un projet qui a contribué à une augmentation significative de sa notoriété et de sa popularité. Lors des performances live avec Ghost, Forge apparaît sous l'apparence du personnage de Papa Emeritus, une sorte d'anti-pape démoniaque accompagné sur scène de Nameless Ghouls ou « Goules Sans Nom ». Peter Hällje, un ancien compère de Martin Persner, a affirmé qu'il avait conçu le personnage de Papa Emeritus en 2005, soit avant la formation de Ghost. Hällje n'est cependant jamais intervenu sur scène dans la peau du personnage de Papa Emeritus et s'est mis d'accord avec Persner pour lui permettre d'utiliser ce personnage pour son nouveau groupe. Pour les enregistrements du groupe, Forge semble également jouer de la plupart des autres instruments en plus des parties vocales. Par exemple, il a dit en 2010 que le premier album, Opus Eponymous, a été enregistré avec un batteur de session et rien d'autre.
Lors d'un concert dans la ville d'origine du groupe, Linköping, en Suède, en 2012, Papa Emeritus est ostensiblement mis à la retraite et remplacé par un soi-disant nouveau chanteur, Papa Emeritus II (qui n'était autre que Forge dans un autre costume). Le deuxième album du groupe, Infestissumam, a été publié en 2013. En raison d'un litige sur le nom du groupe, ils ont été forcés de sortir l'album en tant que Ghost B.C. aux États-Unis. Pour cet album et pour le EP If You Have Ghost (2013), Forge se produit dans la peau du personnage de Papa Emeritus II. En 2015, Papa Emeritus III est introduit pour coïncider avec la sortie de l'album Meliora. Papa Emeritus III prend sa retraite à la fin du Popestar Tour de Ghost en 2016-2017 : il est physiquement traîné hors de la scène à la fin du dernier show, et un nouveau personnage, Papa Emeritus Zero, (désormais connu comme Papa Nihil), a été introduit par la suite. Pour le quatrième album du groupe, Prequelle, Forge a adopté un nouveau personnage, le Cardinal Copia. Lors de leur dernier concert en date, au Mexique, le personnage de Papa Nihil s'écroule sur scène lors de son habituel solo de saxophone pendant la performance de Miasma. De la mort de Nihil résulte la promotion de Cardinal Copia qui devient Papa Emeritus IV. Il arbore désormais, comme les Papas précédents, une peinture de crâne sur le visage.
Malgré l'anonymat de ses membres, qui est l'une des marques de fabrique de Ghost, l'identité de Forge en tant que Papa Emeritus a été révélée à la suite d'un procès pour motifs financiers lancé en avril 2017 par d'anciens membres de Ghost. Ces membres ont affirmé que Forge essayait de transformer Ghost, un groupe de musiciens, en un projet solo avec des musiciens embauchés. Forge a contesté ces accusations, affirmant que Ghost comportait des personnes pour jouer en live, et que ces personnes performant en live n'étaient pas nécessairement les mêmes qui ont joué sur les disques. Forge a également affirmé qu'aucun partenariat juridique n'a jamais existé entre les autres membres et lui-même : ils ont été payés par l'intermédiaire d'un salaire fixe pour jouer sur scène et tenir les rôles des Nameless Ghouls sous la forme de musiciens en location.

### Autres travaux
Forge, en tant que Papa Emeritus III, est invité par Candlemass en mai 2018 sur un vinyle-version exclusif de House of Doom.
En tant que Cardinal Copia il rejoint Candlemass, Vargas et Lagola pour une performance live de Enter Sandman en présence du roi Charles XVI Gustave et de la reine Silvia de Suède, lors de la cérémonie du 14 juin 2018 en hommage à Metallica pour le Prix Polar Music. Ghost est également annoncé pour la reprise de Enter Sandman dans l'album The Metallica Blacklist dont la sortie est prévue le 3 septembre. Il est cependant presque certain que seul Tobias Forge n'ait travaillé sur cette reprise.

### Vie privée

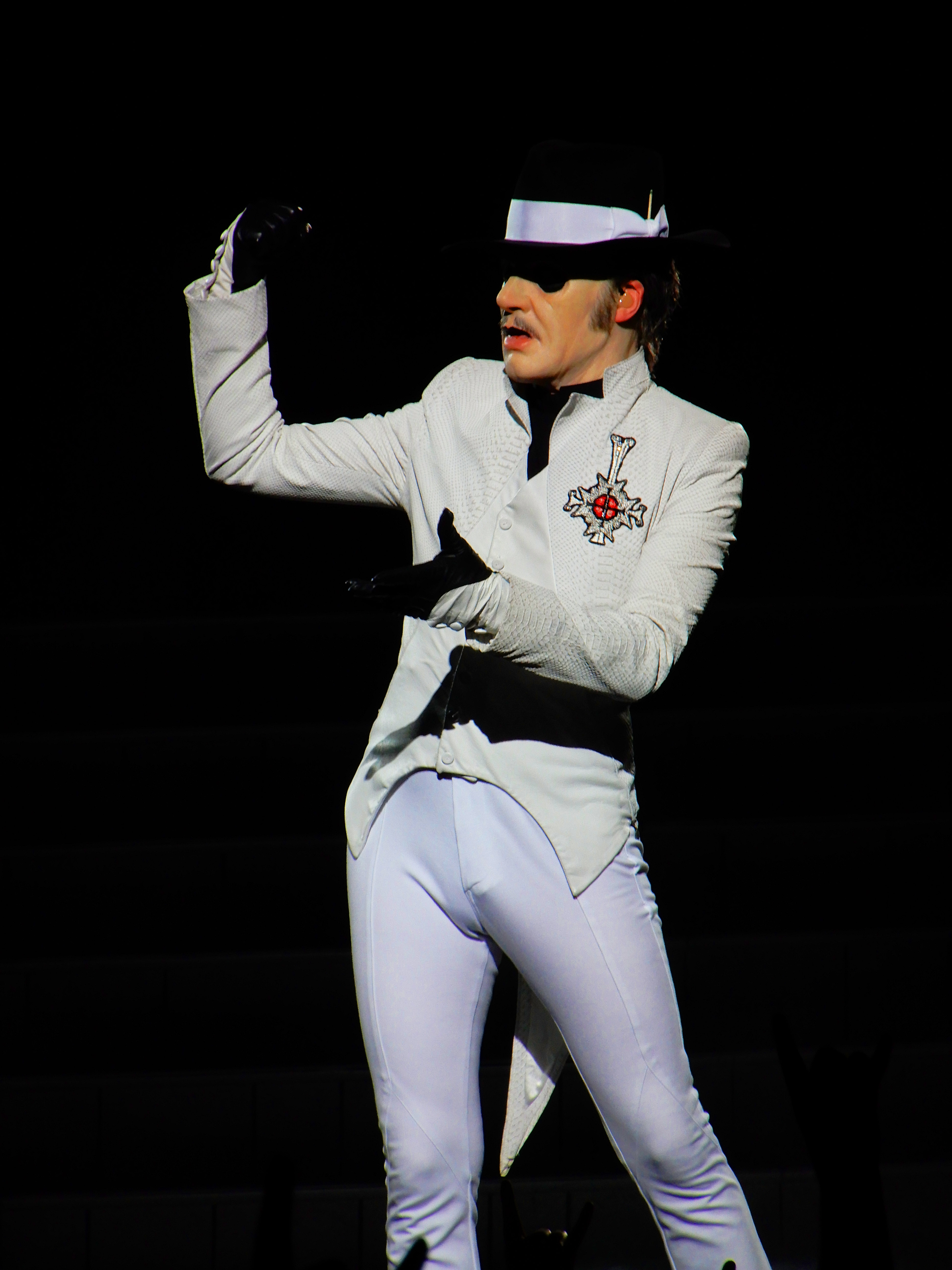
Tobias Forge (Ghost) au Zénith de Nantes en 2019

Sa femme Boel et lui sont parents de jumeaux, une fille et un garçon. Son frère Sebastian, de treize ans son aîné, a eu une grande influence sur Tobias et lui a présenté des films et des musiques comme Siouxsie and the Banshees, Kim Wilde, Rainbow, Kiss et Mötley Crüe à un très jeune âge. Sebastian est mort d'une maladie cardiaque le 12 mars 2010, soit le jour même de la sortie de la première démo de chansons en ligne de Ghost. Son frère était aussi écrivain et avait notamment publié plusieurs livres.
Forge a déclaré que dans son adolescence, il a « incontestablement jeté ses mains dans les mains de Satan ». Il a cité une belle-mère stricte, l'aliénation qu'il sentait à son domicile, et un instituteur religieux encore plus strict, pour le faire se jeter « la tête la première dans les bras du diable ».

## Discographie
Superior
- Metamorphis (Demo, 1996)

Repugnant

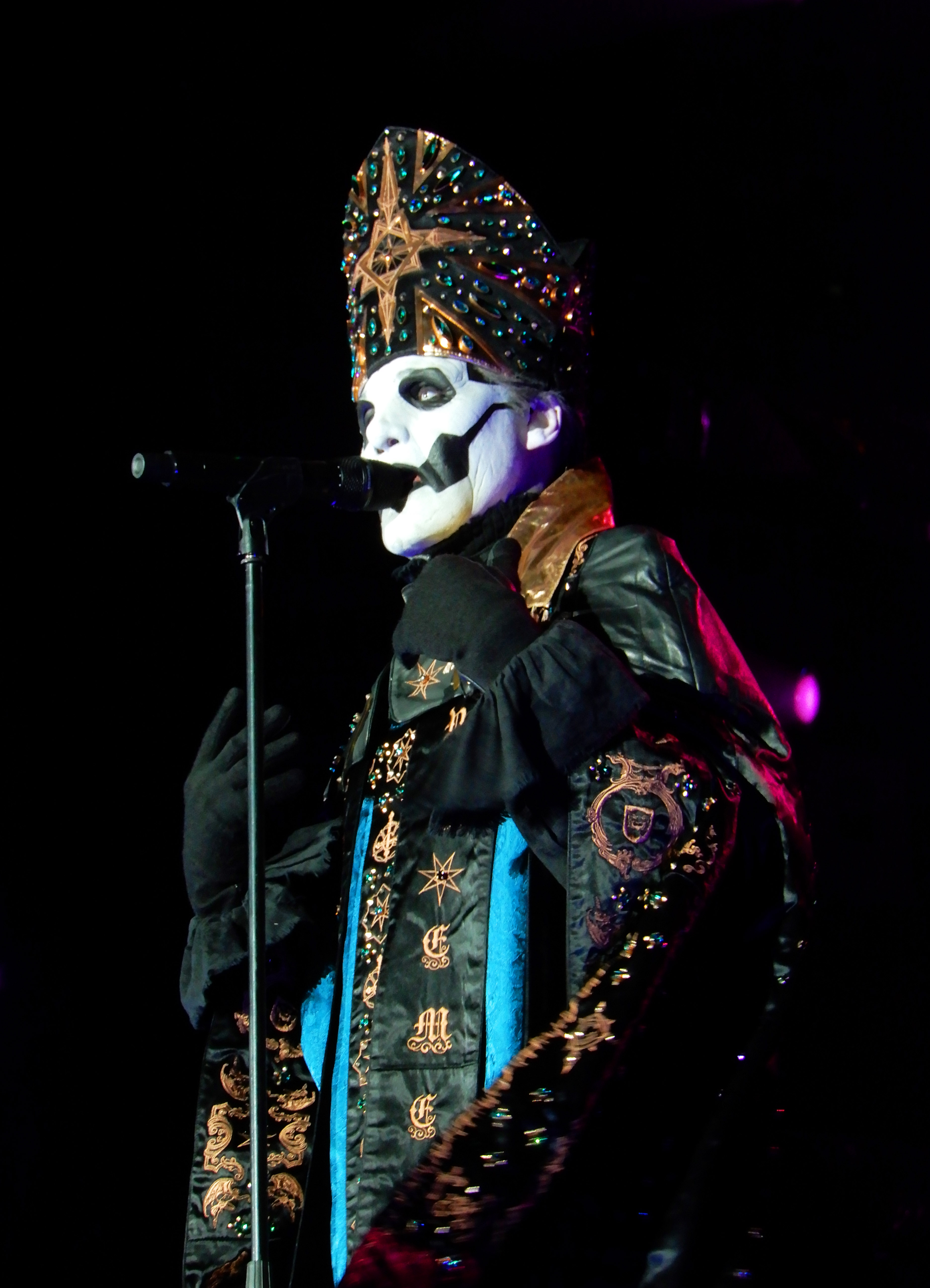
Tobias Forge (Ghost) au Hellfest 2022

- Tobias Forge (Ghost) au Hellfest 2022Spawn of Pure Malevolence (Demo, 1999)
- Hecatomb (EP, 1999)
- Draped in Cerecloth (Demo, 2001)
- Dunkel Besatthet (Split, 2002)
- Premature Burial (EP, 2004)
- Kaamos / Repugnant (Split, 2004)
- Epitome of Darkness (2006)

Crashdïet
- Demo 1 (Demo, 2000)
- Demo 2 (Démo, 2000)
- Demo 3 (Démonstration, 2001)

Subvision
- Pearls For Pigsnawps (EP, 2003)
- The Killing Floor E.P. (EP, 2004)
- So Far So Noir (2006)

Magna Carta Cartel
- Valiant Visions Dawn (EP, 2008)
- Goodmorning Restrained (2009)

Ghost
- Opus Eponymous (2010)
- Infestissumam (2013)
- If You Have Ghost (2013, EP)
- Meliora (2015)
- Popestar (2016, EP)
- Ceremony And Devotion (2017, album-live)
- Prequelle (2018)
- Seven Inches Of Satanic Panic (2019, single)
- Impera  (2022)
- Phantomime (2023, EP)
- Skeletá (2025)